# 694 Ekard
694 Ekard
694 Ekard là một tiểu hành tinh ở vành đai chính. Nó được Joel Hastings Metcalf phát hiện ngày 7.11.1909 ở Taunton, Massachusetts và được đặt theo tên đại học Drake (Drake đánh vần ngược = Ekard) (Hoa Kỳ), nơi S. B. Nicholson và vợ ông tính quỹ đạo của nó